# Jean-Charles Curnier
Pour les articles homonymes, voir Curnier (homonymie).
Marie Pierre Laurent Jean-Charles Curnier est un homme politique français né le 2 juillet 1817 à Valence (Drôme) et mort le 27 janvier 1863, dans la même ville.

## Biographie
Fils d'Ambroise Curnier, avoué, et de Marie-Louise Barneron, il commença sa carrière en tant qu'avocat au tribunal de Valence. Il est le petit fils de Jean-Charles Antoine Curnier et le petit neveu de François Théodore Curnier dit Curnier de Pilvert. Après le coup d'État du 2 décembre 1851, il se confine dans sa vie privée, jusqu'à sa mort le 27 janvier 1863 à Valence.

### Famille

#### François Théodore Curnier
François Théodore Curnier, dit Curnier de Pilvert né à Crest le 24 septembre 1767 est le frère puîné de Jean-Charles Antoine Curnier donc le grand oncle de Jean-Charles Curnier. En 1791, il s'engage dans le 4e bataillon de volontaires de la Drôme et en devient sous-lieutenant.

### Carrière politique
Il était connu pour ses opinions libérales quand éclata la révolution de 1848.
Premier adjoint du maire de Valence Joseph Antoine Ferlay, il devient commissaire du gouvernement en février 1848 et député de la Drôme de 1848 à 1851, siégeant à gauche. Il fit après l'élection du 12 décembre 1848 une opposition des plus vives à la politique napoléonienne.

## Sources